# 安陽市
安陽市（あんようし、簡体字中国語: 安阳市、拼音: Ānyáng）は、中華人民共和国河南省最北部に位置する地級市。

## 地理、交通等
平均気温は13.6度、地積は平地で、緯度は東京とほぼ同じである。西には太行山脈がそびえ、そこから流れる漳河（しょうが、海河水系衛河の支流）が河北省邯鄲市との境を流れる。

## 歴史
中国七大古都（北京、南京、杭州、西安、洛陽、開封、安陽）の一つである。同じく殷の都であった鄭州をくわえると、八大古都となる。約三千三百年前の商代後期の都で中国古代王朝の一つである殷の時代の遺跡「殷墟」があり、ヒエログリフ、楔形文字と並び世界三大古代文字の一つに数えられる甲骨文字が大量に出土している。
また、安陽県の一部地域が、隣接する河北省邯鄲市臨漳県にあった古都・鄴の一部にかかっている。

## 行政区画
4市轄区・1県級市・4県を管轄下に置く。
- 市轄区:
  - 北関区・文峰区・殷都区・竜安区
- 県級市:
  - 林州市
- 県:
  - 安陽県・内黄県・湯陰県・滑県

| 安陽市の地図                                                 |
| ------------------------------------------------------------ |
| 文峰区 北関区 殷都区 竜安区 安陽県 湯陰県 滑県 内黄県 林州市 |

### 年表
この節の出典

#### 平原省安陽市
- 1949年10月1日 - 中華人民共和国平原省安陽市が発足。一区から四区までの区が成立。(4区)
- 1952年11月15日 - 平原省の分割により、河南省安陽市となる。

#### 平原省安陽専区
- 1949年10月1日 - 中華人民共和国平原省安陽専区が成立。安陽県・林県・鄴県・淇県・湯陰県・浚県が発足。(6県)
- 1952年11月6日 - 安陽県の一部が河北省峰峰鉱区に編入。(6県)
- 1952年11月15日 - 平原省の分割により、河南省安陽専区となる。

#### 河南省安陽市(第1次)
- 1954年8月5日 - 三区・四区が合併し、郊区が発足。(3区)
- 1955年12月 - 一区・二区が郊区に編入。(1区)
- 1956年12月11日 - 郊区の一部が分立し、文峰区・車站区が発足。(3区)
- 1958年12月8日 - 安陽市が新郷専区に編入。

#### 河南省安陽専区(1952年-1958年)
- 1953年4月30日 - 山西省長治専区平順県の一部が林県に編入。(6県)
- 1954年6月21日 (9県)
  - 濮陽専区濮陽県・滑県・内黄県・清豊県・南楽県を編入。
  - 鄴県が安陽県に編入。
  - 淇県が湯陰県に編入。
- 1954年11月24日 - 濮陽県の一部が山東省菏沢専区鄄城県に編入。(9県)
- 1955年2月18日 - 新郷専区長垣県を編入。(10県)
- 1957年3月26日 - 湯陰県の一部が分立し、鶴壁市が発足。(1市10県)
- 1957年6月27日 - 鶴壁市が地級市の鶴壁市に昇格。(10県)
- 1958年4月8日 - 安陽県・林県・浚県・湯陰県・濮陽県・滑県・内黄県・清豊県・南楽県・長垣県が新郷専区に編入。

#### 河南省安陽地区(1961年-1983年)
- 1961年12月19日 - 新郷専区安陽市・鶴壁市・安陽県・濮陽県・林県・滑県・清豊県・南楽県・内黄県・浚県・長垣県を編入。安陽専区が成立。(2市10県)
  - 鶴壁市の一部が分立し、湯陰県が発足。
- 1962年10月20日 - 湯陰県・鶴壁市の各一部が合併し、淇県が発足。(2市11県)
- 1964年2月29日 (2市12県)
  - 山東省聊城専区范県を編入。
  - 山東省聊城専区寿張県の一部が范県に編入。
- 1964年6月16日 (2市12県)
  - 山東省聊城専区莘県の一部(前任屯村・後任屯村)が南楽県に編入。
  - 南楽県の一部(楊寨村・東節村・寨節村)が山東省聊城専区莘県に編入。
- 1964年10月31日 - 山東省聊城専区寿張県の一部が范県に編入。(2市12県)
- 1969年3月15日 - 安陽専区が安陽地区に改称。(2市12県)
- 1973年12月7日 - 范県の一部が分立し、台前弁事処が発足。(2市12県1弁事処)
- 1974年1月19日 (12県1弁事処)
  - 安陽市が地級市の安陽市に昇格。
  - 鶴壁市が地級市の鶴壁市に昇格。
- 1978年1月11日 - 安陽市を編入。安陽市が県級市に降格。(1市12県1弁事処)
- 1978年12月29日 - 台前弁事処および范県の一部が合併し、台前県が発足。(1市13県)
- 1982年3月10日 - 安陽市が地級市の安陽市に昇格。(13県)
- 1983年9月1日 
  - 濮陽県が市制施行し、地級市の濮陽市に昇格。
  - 安陽県・淇県・浚県・林県・湯陰県が安陽市に編入。
  - 内黄県・滑県・清豊県・南楽県・長垣県・范県・台前県が濮陽市に編入。

#### 河南省安陽市(第2次)
- 1974年1月19日 - 安陽地区安陽市が地級市の安陽市に昇格。文峰区・北関区・鉄西区・郊区が成立。(4区)
- 1978年1月11日 - 安陽市が安陽地区に編入。

#### 河南省安陽市(第3次)
- 1982年3月10日 - 安陽地区安陽市が地級市の安陽市に昇格。文峰区・北関区・鉄西区・郊区が成立。(4区)
- 1983年9月1日 - 安陽地区安陽県・淇県・浚県・林県・湯陰県を編入。(4区5県)
- 1986年1月18日 (4区5県)
  - 浚県・淇県が鶴壁市に編入。
  - 濮陽市滑県・内黄県を編入。
- 1994年1月24日 - 林県が市制施行し、林州市となる。(4区1市4県)
- 2002年12月28日 (4区1市4県)
  - 鉄西区および郊区の一部が合併し、殷都区が発足。
  - 郊区・安陽県の各一部が合併し、竜安区が発足。
  - 安陽県の一部が北関区・文峰区に分割編入。
  - 郊区の残部が北関区・文峰区に分割編入。
- 2017年1月10日 (4区1市4県)
  - 文峰区の一部(高荘鎮)が安陽県に編入。
  - 安陽県の一部(柏荘鎮)が北関区に編入。
- 2017年12月24日 - 安陽県の一部が竜安区に編入。(4区1市4県)
- 2021年4月26日 - 文峰区の一部が安陽県に編入。(4区1市4県)
- 2021年7月5日 - 安陽県の一部が殷都区に編入。(4区1市4県)

## 交通
主要道路
- G4 京港澳高速道路
- S26 范輝高速公路
- G45 大広高速道路
- S81 安阳西北繞城高速公路
- 107国道

鉄道
- 安陽駅（中国語版） - 北京と広州を結ぶ主要幹線である京広線の駅。在来線の列車が発着する。

- 安陽東駅（中国語版） - 京広線に並行する京広高速鉄道の駅。当駅と首都北京の北京西駅の間は高速列車で1時間50分～2時間50分[4]、河南省省都の鄭州東駅の間は40分～1時間15分[5]である。

空路
- 安陽紅旗渠空港（中国語版）

## 姉妹都市
- 草加市（日本・埼玉県）
- レスブリッジ（カナダ・アルバータ州）
- 安養市（大韓民国・京畿道）

## 経済
年間粗鋼生産1000万トンを超える安陽鋼鉄集団に代表される重工業が発達する一方、中国でも最大規模にまで悪化した環境汚染に悩まされてきた。2010年代には市当局の規制により、各企業は環境対策を講じるようになっている。
農業は穀物類、綿花、ピーナッツなどの生産が盛んである。

## 観光、史跡等
日本人観光客が比較的多く、少林寺へも日帰り圏の距離にある。
- 殷墟 - 殷墟博物館 殷王朝の遺跡
- 袁林（中国語版） - 袁世凱の陵墓
- 曹操高陵（安豊郷西高穴村） - 曹操の陵墓
- 羑里城遺址（中国語版）（湯陰県） - 周易発源地
- 紅旗渠（中国語版）（林州市） - 人工天河
- 湯陰岳飛廟（中国語版）（湯陰県） - 岳飛の廟
- 中国文字博物館（中国語版） - 中国初の「文字」テーマとした博物館。甲骨文から少数民族の文字まで様々な筆記体系を展示解説している。
- 国立安陽航空運動学校 - 熱気球、グライダー、スカイダイビングなどのスカイスポーツ拠点としても世界的に有名である。